# Impulse (série télévisée)
Pour les articles homonymes, voir Impulse.
Impulse est une série télévisée américaine en vingt épisodes d'environ 50 minutes, développée par Jeffrey Lieber dont l'histoire est directement inspirée du roman Jumper de Steven Gould, et a été diffusée le 6 juin 2018 et le 16 octobre 2019 sur le service YouTube Premium.
La série n'est pas doublée, mais des sous-titres français sont accessibles.

## Synopsis
Une jeune fille nommée Henrietta "Henry" Coles découvre qu’elle a la capacité de se téléporter, mais n’a aucune contrôle sur sa destination. La première fois qu’elle s’en rend compte, elle est dans un camion avec le capitaine et vedette de l’équipe de basket-ball du lycée, Clay Boone, qui tente de la violer. Elle a une crise et se téléporte, au cours de laquelle elle écrase par inadvertance une grande partie de son camion lorsque sa capacité à se téléporter se manifeste pour la première fois, le laissant paraplégique. Henry demeure très marquée  par l'agression et par la peur de la découverte que ses sentiments peuvent déclencher sa capacité à se téléporter.

## Distribution

### Acteurs principaux
- Maddie Hasson : Henrietta « Henry » Coles
- Sarah Desjardins : Jenna Faith Hope
- Enuka Okuma : Deputy Anna Hulce
- Craig Arnold : Lucas Boone
- Tanner Stine : Clay Boone
- Missi Pyle : Cleo Coles
- Matt Gordon : Thomas Hope
- David James Elliott : Bill Boone

### Acteurs récurrents
- Keegan-Michael Key : Michael Pearce
- Callum Keith Rennie : Nikolai
- Bogdan Iancu : Young Nikolai
- Daniel Maslany : Townes Linderman
- Genevieve Kang : Patty Yang
- Gabriel Darku : Zach Jaymes
- Aidan Devine : Sheriff Dale
- Shawn Doyle : Jeremiah Miller
- Tara Rosling ; Esther Miller
- Gordon Harper : Amos Miller
- Dylan Trowbridge : Matthew
- Keon Alexander : Dominick
- Raphael Bergeron-Lapointe : Tristan
- Rohan Mead : Jason Munther
- Geoffrey Pounsett : Deputy Gabriel
- Paula Boudreau : Nurse Mary
- Michael Reventar (en) : Luis Castillo
- Rachel Wilson : Iris
- Alex Paxton-Beesley : Sabine
- Steve Fifield : Eddie Max
- Catherine Burdon : Dr Eileen Paige
- Christina Collins : Gale
- Jamal Brown : Quinn
- Julia Knope : Brenda Gasser
- Sam Kantor : Damian
- Kristian Bruun : Sheldon Gibson
- Sandra Flores : Mrs Gerhard
- Duane Murray : Sam
- Lauren Collins : Meghan Linderman
- Amadeus Serafini : Josh
- Billy Otis : Gil
- Kevin Hanchard : Dr Jack Weakley
- Carina Battrick : Young Henry Coles
- Elisa Moolecherry : Nora Barnes
- Michelle Nolden : Wendy Jacobson

## Production

### Développement
Le 15 décembre 2016, il a été annoncé que YouTube avait commandé dix épisodes pour une série télévisée intitulé Impulse et qu'il serait dirigé par Jeffrey Lieber et basé sur le roman de Steven Gould.
Le 27 juin 2017, il a été annoncé que YouTube avait donné à la production une date fixée pour 2018,,. Le 10 mai 2018, une première bande annonce a été dévoilée.
Le 9 mars 2020, la série est annulée.

### Attribution des rôles
Simultanément à l'annonce de la commande de la série, il a été confirmé que Maddie Hasson, Sarah Desjardins, Enuka Okuma, Craig Arnold et Missi Pyle, y joueraient. Par la suite, l'acteur David James Elliott a été annoncé.

### Tournage
Le tournage a débuté le 16 décembre 2016 principalement à Toronto au Canada. Le 13 janvier 2017, la production a filmé une scène d'accident sur Kohler Road à Cayuga. Le 13 octobre 2017, le tournage d'une partie du reste de la série a eu lieu dans les villes de Carliste et Hamilton en Ontario.

### Fiche technique
- Titre original : Impulse
- Réalisation : multiple
- Scénario : Lauren LeFranc, Debra Fordham, Jeffrey Lieber...
- Casting : Lisa Beach, Sarah Katzman
- Direction artistique : Britt Doughty
- Décors : Kari Measham et Shayne Fox
- Costumes : Julia Patkos et Joanne Hansen
- Musique : Benjamin Wynn
- Effets spéciaux : Marcus Rait
- Montage : Christopher S. Capp, Tamara Luciano et Andrew Marcus
- Production : multiple
  - Producteur délégué :
- Sociétés de production : Universal Cable Productions
- Sociétés de distribution (télévision) :
  - YouTube Premium (États-Unis)
- Budget :
- Pays d'origine :  États-Unis
- Langue originale : anglais
- Format : couleur
- Genre : Action et Science fiction
- Durée : 44–59 minutes
- Lieux de tournage : Toronto (Canada)

 Sauf indication contraire, les informations mentionnées dans cette section peuvent être confirmées par la base de données cinématographiques IMDb,  présente dans la section « Liens externes ».

## Épisodes

### Première saison (2018)
Composée de dix épisodes, elle a été diffusée le 6 juin 2018 sur YouTube Premium.
1. Pilot
2. State of Mind
3. Treading Water
4. Vita/Mors
5. The Eagle and the Bee
6. In Memoriam
7. He Said, She Said
8. Awakening
9. They Know Not What They Do
10. New Beginnings

### Deuxième saison (2019)
Le 19 juillet 2018, la série a été renouvelée pour une deuxième saison, mise en ligne le 16 octobre 2019.
1. Mind on Fire
2. Fight or Flight
3. For Those Lost
4. The Moroi
5. Crossing the Threshold
6. Seven of Hearts
7. The End of the World
8. The Tether
9. A Moment of Clarity
10. Making Amends